# احمد حسین‌زادگان
احمد حسین‌زادگان (زاده ۱۳۴۷)، سیاستمدار اصلاح‌طلب و استاندار مازندران از سال ۱۳۹۷ تا ۱۴۰۰ بوده‌است. 
وی دارای کارشناسی ارشد علوم سیاسی از دانشگاه تهران است.